# 百草園駅
百草園駅（もぐさえんえき）は、東京都日野市百草にある、京王電鉄京王線の駅である。京王西管区所属。駅番号はKO28。京王百草園の最寄駅である。また、スタジオジブリ映画『耳をすませば』の主人公である月島雫が住む住宅地域の最寄駅『向原駅』のモデルとして広く知られる。

## 歴史

### 年表
- 1925年（大正14年）3月24日：玉南電気鉄道の百草駅（もぐさえき）として開設[2]。
- 1926年（大正15年）12月1日：合併に伴い、京王電気軌道（現・京王電鉄）の駅となる[3]。
- 1937年（昭和12年）5月1日：百草園駅（もぐさえんえき）へ改称[2]。
- 1944年（昭和19年）5月31日：陸上交通事業調整法に伴う戦時合併に伴い、東急電鉄（大東急）の駅となる[3]。
- 1948年（昭和23年）6月1日：東急から京王帝都電鉄が分離独立、同社の駅となる[3]。
- 2009年度（平成21年度）：橋上駅舎建設着手[4]。
- 2010年（平成22年）
  - 3月28日：新駅舎コンコース部分使用開始。
  - 10月31日：駅改良工事竣工[2]。南北自由通路を併設した橋上駅舎となる[5]。

### 駅名の由来
当初の「百草」は駅開設場所の地名から。地名の由来は江戸時代に造園され、武蔵野が草深い地であったことから名付けられた「百草園」があることによる。現在の駅名は百草園に由来する。

## 駅構造
相対式ホーム2面2線を有する地上駅。橋上駅舎を備える。以前は地下道内に駅事務室と改札口が設置されていたが、バリアフリー化が困難という理由で橋上駅舎化されている。トイレは2F（橋上駅舎）改札口内にある。ユニバーサルデザインの一環として「だれでもトイレ」が併設されている。
曲線区間中にある駅のため、各停10両化に合わせて新宿寄りの一部については、線路を付替えることによって曲線を緩和している。上りホーム北側に設置された駐輪場が、以前の路盤跡である。曲線が緩和されたとはいえ、ホームはカーブしているため、乗降の際は足元に注意が必要である。なお、下りホームは、玉南電気鉄道開通時のホームが後に嵩上げされたものが現在でも使用されている。

### のりば
| 番線 | 路線   | 方向 | 行先                                     |
| ---- | ------ | ---- | ---------------------------------------- |
| 1    | 京王線 | 下り | 京王八王子・高尾山口・多摩動物公園方面   |
| 2    | 京王線 | 上り | 調布・明大前・笹塚・新宿・都営新宿線方面 |

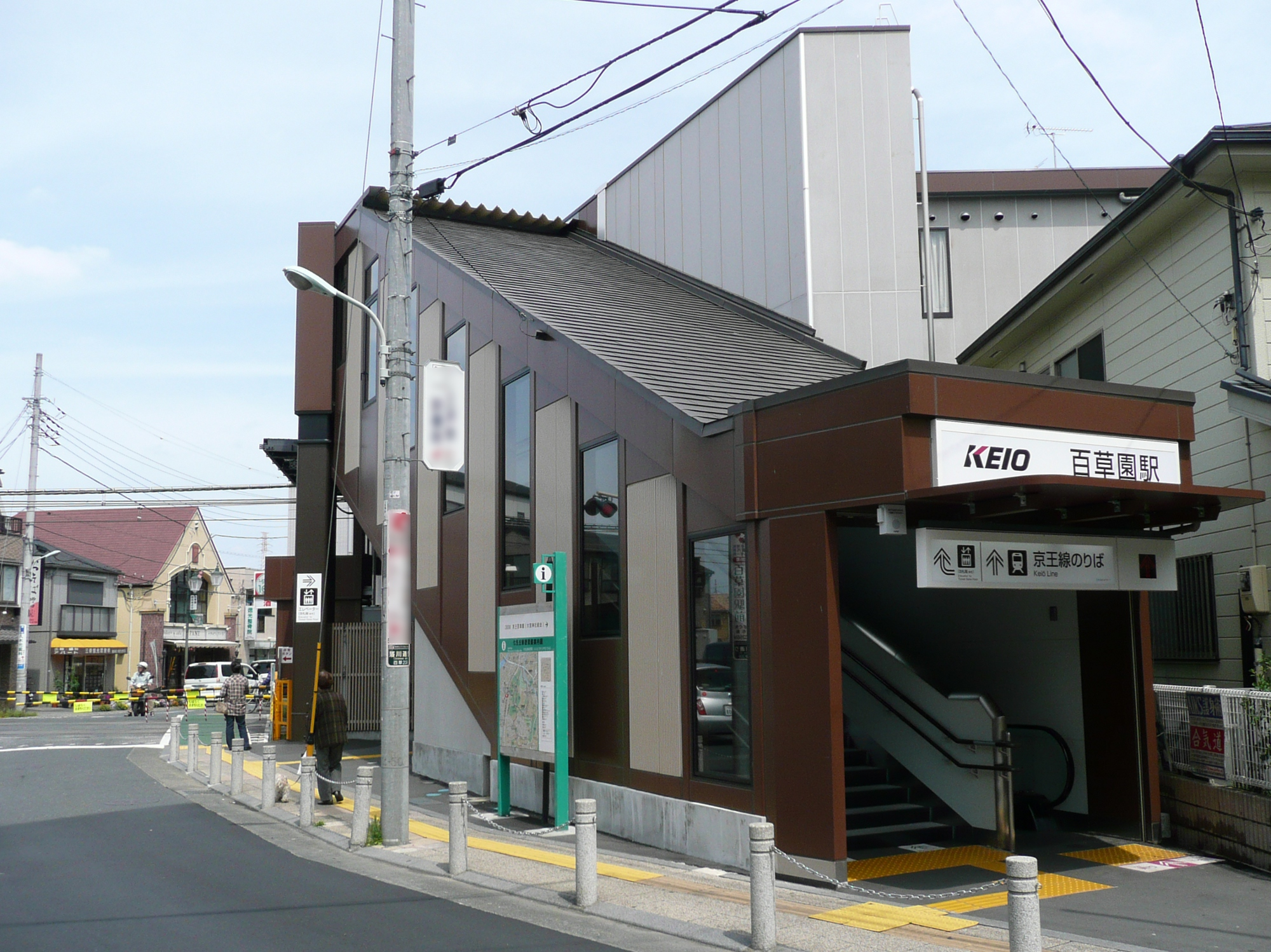
南口（2012年4月）
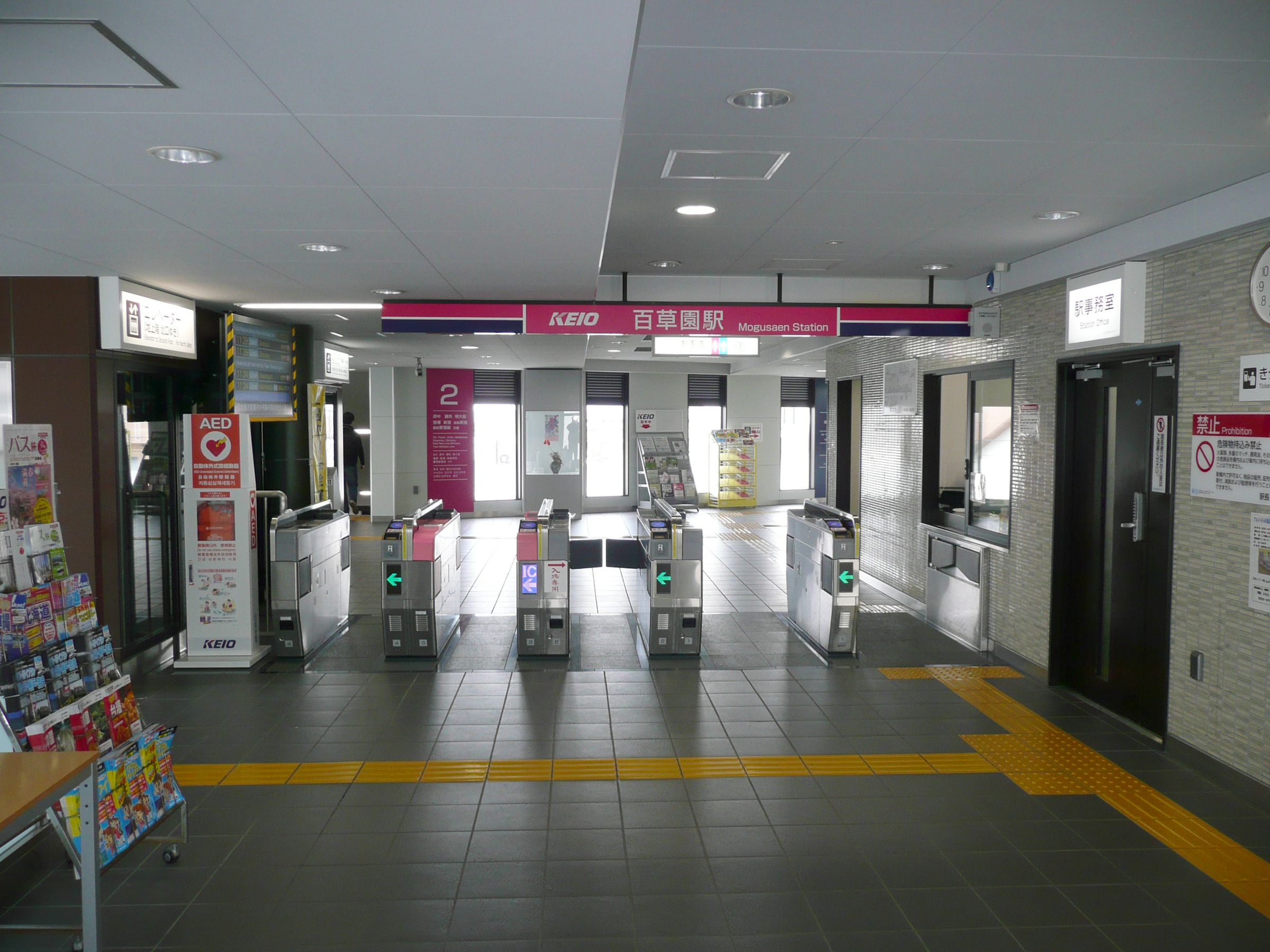
改札口（2012年4月）
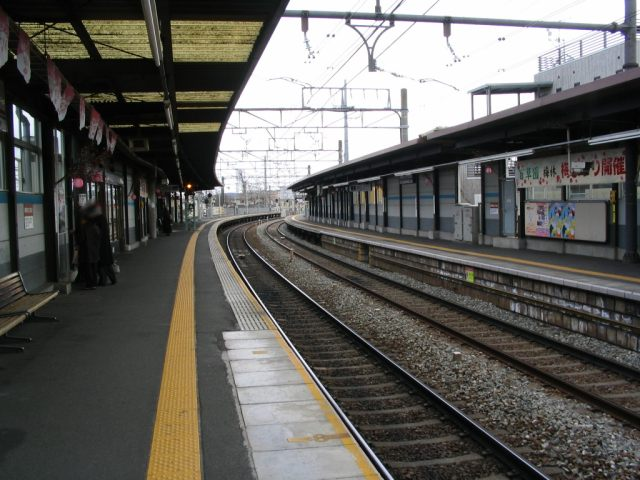
ホーム新宿側（2005年2月26日）

## 利用状況
2024年度（令和6年度）の1日平均乗降人員は7,434人である。
近年の1日平均乗降・乗車人員の推移は以下の通り。
| 年度               | 1日平均 乗降人員 | 1日平均 乗車人員 | 出典     |
| ------------------ | ---------------- | ---------------- | -------- |
| 1955年（昭和30年） | 1,002            |                  |          |
| 1960年（昭和35年） | 1,754            |                  |          |
| 1965年（昭和40年） | 3,625            |                  |          |
| 1970年（昭和45年） | 5,642            |                  |          |
| 1975年（昭和50年） | 6,957            |                  |          |
| 1980年（昭和55年） | 6,504            |                  |          |
| 1985年（昭和60年） | 6,908            |                  |          |
| 1990年（平成02年） | 8,060            | 4,115            | [ * 1 ]  |
| 1991年（平成03年） |                  | 4,199            | [ * 2 ]  |
| 1992年（平成04年） |                  | 4,271            | [ * 3 ]  |
| 1993年（平成05年） |                  | 4,455            | [ * 4 ]  |
| 1994年（平成06年） |                  | 4,479            | [ * 5 ]  |
| 1995年（平成07年） | 8,957            | 4,585            | [ * 6 ]  |
| 1996年（平成08年） | 9,002            | 4,614            | [ * 7 ]  |
| 1997年（平成09年） |                  | 4,581            | [ * 8 ]  |
| 1998年（平成10年） |                  | 4,510            | [ * 9 ]  |
| 1999年（平成11年） |                  | 4,208            | [ * 10 ] |
| 2000年（平成12年） | 8,176            | 4,112            | [ * 11 ] |
| 2001年（平成13年） | 8,252            | 4,123            | [ * 12 ] |
| 2002年（平成14年） |                  | 4,036            | [ * 13 ] |
| 2003年（平成15年） | 8,003            | 3,967            | [ * 14 ] |
| 2004年（平成16年） | 7,806            | 3,868            | [ * 15 ] |
| 2005年（平成17年） | 7,933            | 3,964            | [ * 16 ] |
| 2006年（平成18年） | 7,727            | 3,896            | [ * 17 ] |
| 2007年（平成19年） | 7,859            | 3,989            | [ * 18 ] |
| 2008年（平成20年） | 7,906            | 4,025            | [ * 19 ] |
| 2009年（平成21年） | 7,734            | 3,937            | [ * 20 ] |
| 2010年（平成22年） | 7,627            | 3,879            | [ * 21 ] |
| 2011年（平成23年） | 7,550            | 3,828            | [ * 22 ] |
| 2012年（平成24年） | 7,510            | 3,814            | [ * 23 ] |
| 2013年（平成25年） | 7,541            | 3,830            | [ * 24 ] |
| 2014年（平成26年） | 7,524            | 3,811            | [ * 25 ] |
| 2015年（平成27年） | 7,919            | 4,003            | [ * 26 ] |
| 2016年（平成28年） | 7,943            | 4,016            | [ * 27 ] |
| 2017年（平成29年） | 7,823            | 3,951            | [ * 28 ] |
| 2018年（平成30年） | 7,967            | 3,888            | [ * 29 ] |
| 2019年（令和元年） | 7,620            | 3,836            | [ * 30 ] |
| 2020年（令和02年） | 6,012            | 3,027            | [ * 31 ] |
| 2021年（令和03年） | 6,627            | 3,358            | [ * 32 ] |
| 2022年（令和04年） | 7,062            |                  |          |
| 2023年（令和05年） | 7,247            |                  |          |
| 2024年（令和06年） | 7,434            |                  |          |

## 駅周辺
- 百草園
- 日野市立百草図書館
- 百草園駅前郵便局
- フジ 百草園店
- マジオドライバーズスクール 多摩校
- 日産東京販売 百草園駅前店
- ウエルシア薬局 日野落川店
- 業務スーパー 日野百草園店
- 東京電力総合研修センター(旧 東電学園)

## バス路線

### 南口
百草園駅
- ひのミニバス
  - <O-落川路線> 聖蹟桜ヶ丘駅行
- [高31]:高幡不動駅行 (平日2本・休日1本)　桜ヶ丘車庫行 (毎朝1本)

### 北口
百草園駅北
- ひのミニバス
  - <O-落川路線> 金田公園経由 高幡不動駅行 / 聖蹟桜ヶ丘駅行

## 付記
- 映画『ふりむけば愛』（1978年公開）では、周辺界隈が主人公（三浦友和）の居住地という設定になっている。
- 映画『耳をすませば（1995年公開）では、物語の舞台となったのは隣の聖蹟桜ヶ丘駅（多摩市）界隈周辺であるが、主人公が住む街の最寄駅（劇中では「向原駅」）は当駅がモデルとなっている（OPの駅舎構造やコンビニなどの位置関係は劇中とは大きく異なる）。

## ギャラリー

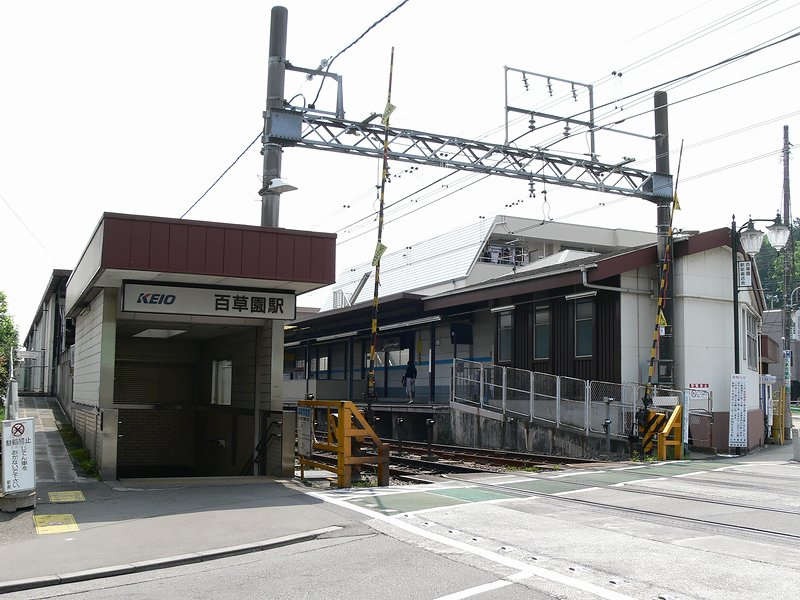
旧北口駅舎（2007年5月9日）
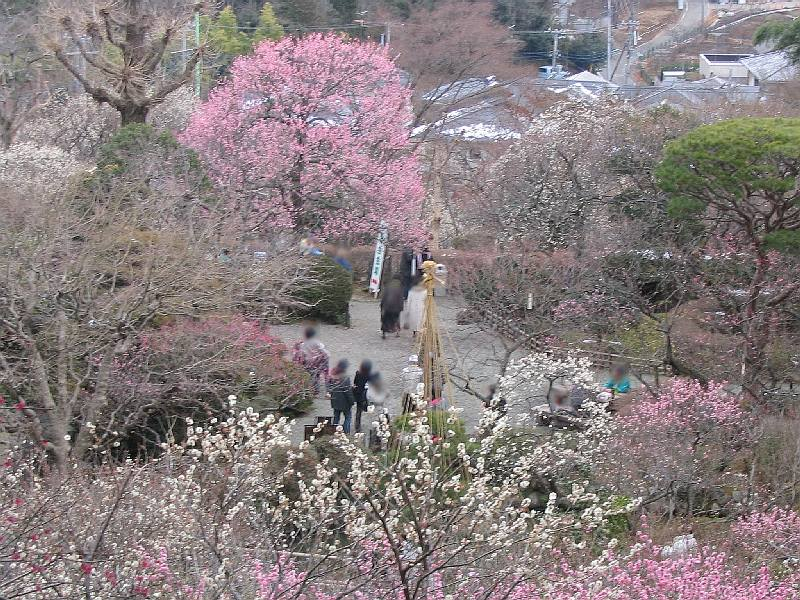
百草園の梅林（2005年2月26日）

## 隣の駅
京王電鉄
 京王線
京王ライナー・■特急・■急行 
通過（以下のようにイベント開催時には臨時停車する場合がある）
■区間急行（平日上りのみ）・■快速（平日下りのみ）・■各駅停車
聖蹟桜ヶ丘駅 (KO27) - 百草園駅 (KO28)  - 高幡不動駅 (KO29)
- 2013年（平成25年）3月まで百草園での「新緑まつり」・「春の百草園まつり」・「梅まつり」・「紅葉まつり」開催時は、土休日のみ一部特急・準特急・急行が臨時停車していた。
- 2023年（令和5年）からは百草園での「梅ライトアップ」開催時に、一部特急・急行が臨時停車しており、「紅葉まつり」開催時にも一部特急が臨時停車している。